# Pinacolil metilfosfonocloridato
Pinacolil metilfosfonocloridato, ou pelos seus códigos de identificação comuns, é um composto organofosforado formulado em C7H16ClO2P.    